# Natalia Charchakova
Natalia Sergueïevna Charchakova (en russe : Наталья Сергеевна Шаршакова) (née Nemtinova le 28 mars 1990 à Khleborobnoïe) est une joueuse de volley-ball russe. Elle mesure 1,87 m et joue au poste de centrale. Depuis décembre 2018, elle est sélectionnée dans l'équipe du Kazakhstan.

## Clubs
| Club             | De        | À         |
| ---------------- | --------- | --------- |
| Iourmach Iourga  | 2007-2008 | 2011-2012 |
| Indesit Lipetsk  | 2012-2013 | oct 2013  |
| Oufimotchka Oufa | 2013-2014 | 2013-2014 |
| JVK Sakhaline    | 2014-2015 | 2014-2015 |
| VK Severianka    | 2015-2016 | 2015-2016 |
| Ouralotchka NTMK | 2016-2017 | 2016-2017 |
| VK Altaï         | 2017-2018 | …         |

## Palmarès
- Championnat du Kazakhstan
  - Vainqueur : 2018, 2019.
  - Finaliste : 2020.
- Coupe du Kazakhstan
  - Vainqueur : 2017, 2018, 2019.
- Supercoupe du Kazakhstan
  - Vainqueur : 2017.
  - Finaliste : 2018, 2019.